# Le Doigt sur la gâchette

Le Doigt sur la gâchette (At Gunpoint) est un film américain en Technicolor réalisé par Alfred L. Werker, sorti en 1955.

## Synopsis
Un paisible commerçant de Planview au Texas tue un hors-la-loi pendant le braquage de la banque. Il devient le héros de la petite ville, mais craignant la vengeance des bandits, tous s'éloignent de lui. Il affronte seul la bande de retour en ville et tue le chef. Pris de remords, les habitants l'aident à capturer les complices.

## Fiche technique
- Titre français : Le Doigt sur la gâchette
- Titre original : At Gunpoint
- Réalisation : Alfred L. Werker
- Scénario : Daniel B. Ullman
- Producteur : Vincent M. Fennelly
- Société de production et de distribution : Allied Artists Pictures
- Photographie : Ellsworth Fredericks
- Montage : Eda Warren
- Musique : Carmen Dragon
- Pays d'origine : États-Unis
- Format :  35 mm - 2.55:1
- Procédé : couleur par Technicolor-
- son : Mono (Western Electric Recording)
- Durée : 81 min
- Genre : western
- Dates de sortie :
  -  États-Unis : 25 décembre 1955
  -  France : 5 juillet 1957

## Distribution
- Fred MacMurray : Jack Wright
- Dorothy Malone : Martha
- Walter Brennan : Doc
- Skip Homeier : Bob Dennis
- Tommy Rettig : Billy
- John Qualen : Livingstone
- Whit Bissell : Clem Clark
- Jack Lambert : Kirk

## Source
- Le Doigt sur la gâchette et l'affiche française du film, sur EncycloCiné